# Nagatoella
Nagatoella es un género de foraminífero bentónico de la subfamilia Schwagerininae, de la familia Schwagerinidae, de la superfamilia Fusulinoidea, del suborden Fusulinina y del orden Fusulinida. Su especie tipo es Fusulina (Schellwienia) ellipsoidalis var. orientis. Su rango cronoestratigráfico abarca el Kunguriense (Pérmico medio).

## Discusión
Clasificaciones más recientes incluyen Nagatoella en la superfamilia Schwagerinoidea, y en la subclase Fusulinana de la clase Fusulinata.

## Clasificación
Se han descrito numerosas especies de Nagatoella. Entre las especies más interesantes o más conocidas destacan:
- Nagatoella orientis †
- Nagatoella simplex †

Un listado completo de las especies descritas en el género Nagatoella puede verse en el siguiente anexo.
En Nagatoella se ha considerado el siguiente subgénero:
- Nagatoella (Darvasites), aceptado como género Darvasites